# Sint-Hubertuskapel (Essenbeek)

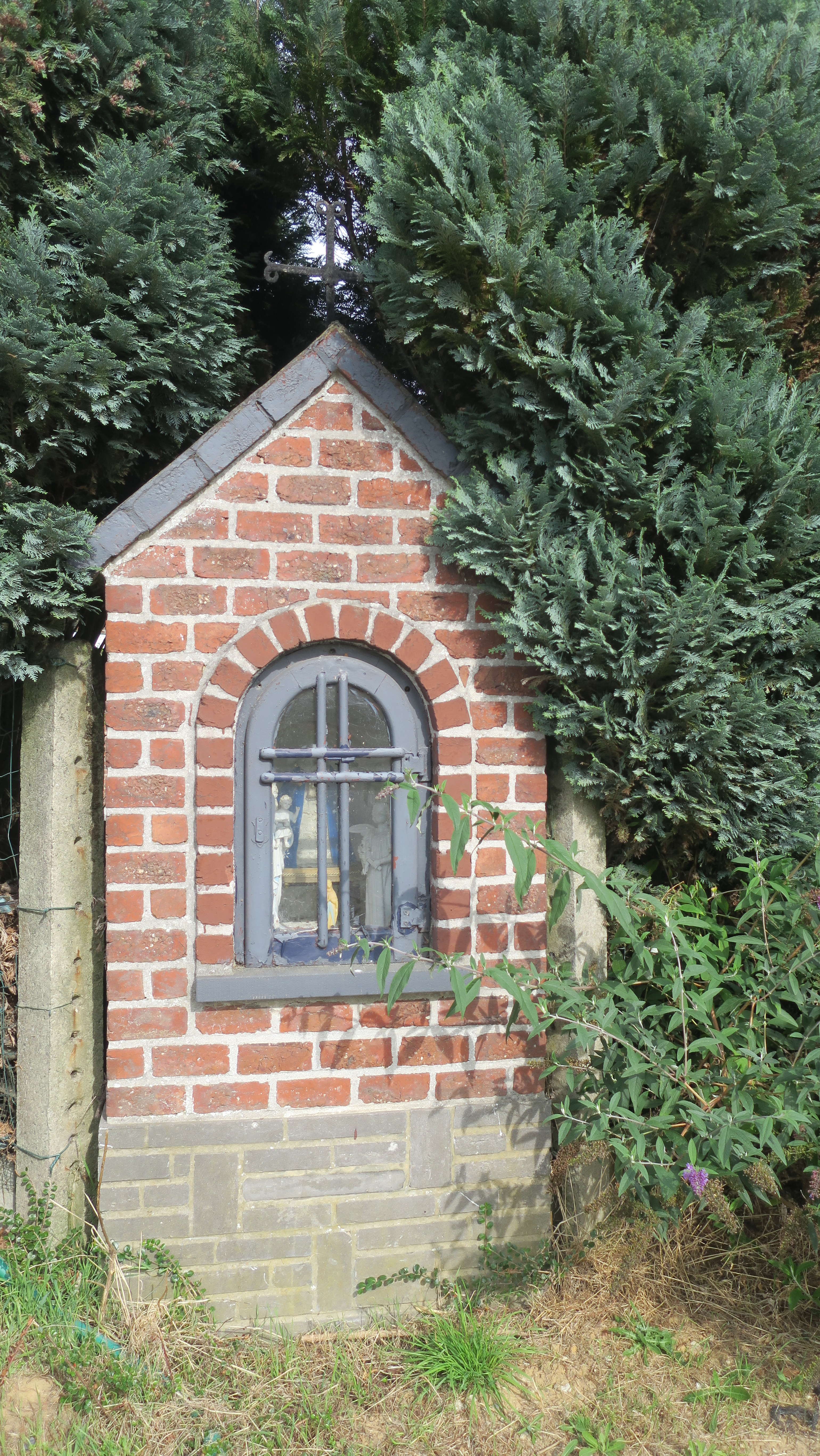

De Sint-Hubertuskapel bevindt zich in Essenbeek, een deelgemeente van Halle. De kapel bevindt zich op de hoek van de Keerstraat en Heidekensstraat.
Aan de overzijde van deze hoek stond reeds in het midden van de 19e eeuw een kapel die op het einde van deze eeuw verplaatst werd naar zijn huidige plek. In 1968 werd de kapel herbouwd.
De pijlerkapel opgetrokken uit baksteen in halfsteensverband en is bedekt met een zadeldak dat is bekroond met een smeedijzeren topkruis. De iets bredere dorpel is gemetst in zwarte baksteen in polymetrisch verband (i.e. met stenen van verschillende formaten). De rondbogige nis heeft een houten glazen raam en een arduinen dorpel. Vandaag (anno 2023) prijkt een beeld van Onze-Lieve-Vrouw van Halle, een Onze-Lieve-Vrouw met kind en een engel in de nis. Voorheen stond er een beeld van Sint-Hubertus met hert en kruis.